# Теодор Левітт
Теодор Левітт (англ. Theodore Levitt; 1 березня 1925 — 28 червня 2006) — американський економіст, професор Гарвардської школи бізнесу, вважається одним з засновників сучасного світознавства.
Народився Теодор у Волльмерці, Майн-Кінціг, Німеччина. Через десять років його сім'я перебралася в Штати і влаштувалася в Дейтоні, Огайо. Під час Другої світової війни Левітт служив в армії; школу йому довелося закінчувати заочно. Вищу освіту Теодор відправився здобувати в коледж Antioch College; отримавши там ступінь бакалавра, він перебрався в Університет Огайо (Ohio State University), де і став дипломованим доктором в економіці. Викладати Левітт відправився в Університет Північної Дакоти (University of North Dakota).
У 1959-му Теодор влаштувався працювати в Гарвардську школу бізнесу (Harvard Business School). У тому ж році Левітт прогримів на весь світ своєю статтею 'Marketing Myopia' в 'Harvard Business Review'.
Досить часто ім'я Левітта згадується у зв'язку з появою терміна 'глобалізація'. Часто стверджується, що введений цей термін був в статті 'Глобалізація ринків'('Globalization of Markets'), опублікованою в травнево-червневому випуску 1983-го 'Harvard Business Review'. Це абсолютно невірно — економісти по всьому світу використали цей термін задовго до цього(існують посилання на статті ще 1944-го року). Втім, заслуга Теодора в популяризації поняття 'глобалізація' абсолютно очевидна — саме завдяки Левітту це слово потрапило в лексикон широких мас.
Теодор відомий зовсім не тільки своєю діяльністю в 'Harvard Business Review' — з-під його пера вийшли цілий ряд бестселерів по теорії економіки. Його книги перекладалися 11 мов світу; він писав про економіку, політику, теорію управління і практику маркетингу. Чотири рази Левітта нагороджували премією Маккінзи (McKinsey Awards) за статті у все том же 'Harvard Business Review'.
Помер Левітт у себе удома, після тривалої хвороби. На момент смерті йому був 81 рік.

## Поняття «глобалізація»
- 1961 року слово globalization уперше зафіксовано в англомовному словнику. 1983 року Теодор Левітт опублікував статтю «Глобалізація ринків», тому сучасну популярність і широкий вжиток терміна часто приписують йому.